# La ética del hacker y el espíritu de la era de la información
La ética del hacker y el espíritu de la era de la información es un libro escrito por el finés Pekka Himanen. El libro contiene un prólogo de Linus Torvalds y un epílogo de Manuel Castells, y analiza la ética hacker.

## Autores
Pekka Himanen es filósofo; Manuel Castells, sociólogo; Linus Torvalds es ingeniero informático finlandés y creador original del kernel Linux.

## La obra
En el prólogo, Torvalds presenta su ley. En el epílogo, Castells compara la ética hacker con la ética protestante del trabajo que ha gobernado las vidas de la mayoría de la población, desde la Revolución industrial.

### Primera parte: la ética del trabajo
En el primer apartado Himanen ahonda en la comparación entre la ética hacker con la ética protestante del trabajo y la ética cristiana preprotestante. Esta última considera que el fin de la vida es el goce, mientras que el protestantismo colocó en su lugar al trabajo, siendo la interpretación que ha llevado al capitalismo de nuestros días. Sin embargo, la ética hacker se atreve a contradecirla, poniendo la "pasión" (en el sentido de entretenimiento que apasiona) como primera fuerza motriz.
El segundo apartado comenta como en la época previa a la revolución industrial el trabajo (manual principalmente) era flexible. Se debían conseguir unas metas, pero había flexibilidad horaria para conseguirlas. De hecho, ni siquiera existía una medida concreta del tiempo. Esto se asemeja a la sociedad de la información, donde es necesaria la creatividad, que entra en conflicto con los horarios laborales estrictos (lo que se denomina organización del tiempo de trabajo). El hacker prefiere este modelo, cambiando "el tiempo es dinero" por "mi vida es mi vida".

### Segunda parte: la ética del dinero
El tercer capítulo destaca la importancia del capital en las empresas. Normalmente en la economía de la información se refleja en las medidas de protección industrial (patentes, software privativo, etc.), que confrontan con la ética hacker que promulga el copyleft. Los hackers consiguen reconocimiento social por el trabajo realizado con "pasión" voluntariamente, no por dinero.
Esto se ejemplifica con las formas de vida practican algunos de los fundadores de Apple y Sun (que con el dinero ganado con sus empresas viven una vida hacker) frente a Bill Gates, que aplica en Microsoft la ética del trabajo. Se presenta el software libre y sus principios: libre mercado compatibilizado con actitudes éticas que no ocultan el código fuente. Porque precisamente el capitalismo se basa en vender añadidos marginales a los resultados compartidos por el "comunismo" del modelo científico/académico (que comparte todos los avances, hace revisión por pares, etc.)
El cuarto capítulo presenta la historia de Linux, y compara el modelo académico/científico (similar al que se usa para desarrollar software libre) con el modelo monástico (que refleja el software privativo). También se comenta el aprendizaje hacker, que no sigue una educación reglada, sino motivada por la pasión.
Se describe como un programa libre es el estado del arte, pues incluye todo el conocimiento informático sobre una materia. Igualmente, al mejorar el código un hacker, además de aprender él, implementa un objeto de aprendizaje para otros. Esto es similar a la academia de Platón, en la que los alumnos también enseñaban entre sí. El autor lo presenta como la "Academia Red". Critica la estructura de las universidades actuales, en la que hay una gran diferencia entre profesores y alumnos y los materiales de aprendizaje tienen licencia cerrada.

### Tercera parte
Se habla de la nética (la ética de la red), comentando la relación del hacker con la red y su ética asociada. Después destaca la importancia de asociaciones como la EFF para mantener el compromiso hacker con la sociedad. Por ejemplo, se describe cómo distintas asociaciones ayudaron a evitar la censura de los medios de comunicación convencionales mediante el uso de tecnología (entonces no tan extendida como actualmente), detallando el caso de la guerra de Kósovo.
Cuando la libertad de expresión está asegurada, el siguiente problema es el de la huella digital (en el sentido del registro que de la actividad de una persona hacen los distintos servicios que usa por la red), pues pone en manos de empresas y gobiernos información que viola la privacidad personal. Por ello se propone el uso de criptografía fuerte, remailers anónimos, etc. para protegerse. Una vez se tiene la libertad de expresión y no se es espiado, el hacker puede "vivir la red" para realizar sus pasiones (al contrario del consumo pasivo de televisión tradicional alienante).